# Epirhyssa cochabambae
Epirhyssa cochabambae là một loài tò vò trong họ Ichneumonidae.